# Ћелија (биологија)
Ћелија (лат. cella, с значењем „мали простор“) је основна јединица грађе и функције свих живих бића. Скуп ћелија сличног или истог изгледа, ембрионалног порекла и функције назива се ткиво. Наука која проучава ћелију назива се цитологија, док се наука која се бави проучавањем ткива назива хистологија.
У ћелији се налазе органска и неорганска једињења. Од неорганских једињења најзаступљенији су вода и соли. Од органских једињења у ћелији се налазе угљени хидрати(шећери) масти(липиди), протеини(беланчевине) и нуклеинске киселине(ДНК и РНК). Сва органска једињења садрже угљеник.
Ћелије се састоје од цитоплазме(која може бити у гел или сол форми)окружене су мембраном(семипермеабилна,фосфолипидног двослоја,прожета протеинима који су интегрисани)која садржи многе биомолекуле као што су протеини и нуклеинске киселине Организми се могу поделити на једноћелијске (који се састоје од једне ћелије,једна ћелија=организам; попут бактерија) или вишећелијске (свака ћелија има своју функцију,као што су биљке и животиње). Док број ћелија у биљкама и животињама варира од врсте до врсте, човек садржи више од 10 билиона (1012) ћелија. Већина биљних и животињских ћелија је видљива под микроскопом, са димензијама између 1 и 100 микрометара.
Реч ћелија први пут је употребио Роберт Хук 1665. године, који је назвао биолошку јединицу по њеној сличности са ћелијама у којима су живели монаси у манастирима.Он је проучавао ћелије плуте. Ћелијска теорија, коју су развили 1839. Матијас Шлајден и Теодор Шван, наводи да се сви организми састоје од једне или више ћелија, да су ћелије фундаменталне јединице структуре и функције у свим живим организмима, да су све ћелије произашле из постојећих ћелија, и да све ћелије садрже наследне информације неопходне за регулацију ћелијских функција и за пренос информација на следећу генерацију ћелија. Ћелије су се појавиле на Земљи пре више од 3,5 милијарди година.
Упознавање грађе и функције ћелије представља основу за свако дубље проучавање у биологији и медицини. Резултати проучавања ћелије доприносе познавању и нормалног и патолошког стања организма.

## Особине ћелије
Ћелија је основна градивна и функционална јединица сваког живог бића, осим вируса. У природи постоје бројни организми чије се тело састоји из једне ћелије, као што су бактерије, праживотиње, неке алге и гљиве. Са друге стране вишећелијски организми могу имати више милиона, милијарди, билиона ћелија. Тако се у организму одраслог човека налази око 1014 ћелија. Иако се све те ћелије међусобно разликују постоје неке особине које су заједничке свим ћелијама:
- раст до величине која је карактеристична за дату врсту ћелије;
- обављање одређених задатака (функција, улога);
- примање сигнала из спољашње средине на које ћелија на одређени начин одговара;
- живот ћелије завршава се или ћелијском деобом или ћелијском смрћу; при деоби ћелија даје нове ћелије;
- јединствен хемијски састав;
- јединствена грађа.

Захваљујући развоју технике и инструмената сазнања о ћелији су постала већа и потпунија. Техника микроскопирања је данас доведена скоро до савршенства – проналаском различитих врста микроскопа (електронски, фазни, и др.).

## Хемијски састав ћелије
Хемијски елементи који улазе у састав ћелија живих бића називају се биогени елементи. Од 92 природна елемента само 6 елемената – C, H, N, О, P и S – улази у састав и чини око 99% живог ткива. Према количини у којој су присутни у ћелији биогени елементи се деле на:
- макроелементе (грч. macro= много) и
- микроелементе (micro= мало, ситно).

Макроелементи су О, H, C, N, Ca, S, P, К и др.
Микроелементи се налазе у знатно мањим количинама од макроелемената, али је њихово присуство у живим бићима неопходно за нормално одвијање животних процеса. Такви су нпр. Cu, I, Br, Mn, F, Fe и др.
Око две трећине, односно, око 60% тежине одраслог човека чини вода (код ембриона око 80%), док беланчевине чине око 17%, масти око 10%, угљени хидрати око 1-2% и минералне материје око 5%.

### Вода
Вода представља најраспрострањеније једињење у организмима и неопходан услов за њихов опстанак. Вода је једна од главних компоненти живих система и чини чак 50-95% тежине ћелије.
Осим у самој ћелији, вода се налази у међућелијским просторима и крви животиња. У телу неких нижих бескичмењака налазимо преко 90% воде (дупљари, хидра на пр.).
Код младих листова, стабала и коренова вода чини 80-90% свеже масе, а код сочних плодова (краставаца, лубенице, парадајза) чак преко 90%. Семена садрже свега око 10% воде, а понекад само 5% (семе кикирикија).
Количина воде у ћелијама човека зависи од:
- старости (са старошћу ћелија опада и количина воде у њима);
- врсте ткива (крвно ткиво има већу количину воде од нпр. масног ткива),
- метаболичке активности ћелије (активније ћелије имају више воде),
- пола (жене имају мање воде од мушкараца).

Да би организам човека исправно функционисао потребно му је око 10l воде дневно. Два литра добија споља: унесе храном и пићем, док остатак стварају сама ткива. Вода која настаје у унутрашњости организма при катаболичким процесима (процеси разградње сложених једињења) назива се ендогена вода (лат. ендо = унутра) или метаболичка вода. Све животиње и биљке живе од воде коју углавном саме стварају. Ендогена вода се затим разлаже у ткивима и користи у различите сврхе.

### Неорганске соли
Неорганске соли су такође веома заступљене у ћелијама, а њихови катјони и анјони су неопходни за:
- одржавање биолошких структура (градивна улога) и
- биолошку активност једињења (метаболичка улога).

Најзаступљенији катјони су: К+, +, и ++. Међу анјонима су то: хлориди, карбонати, бикарбонати и фосфати.
- + и + обезбеђују мембрански потенцијал нервних и мишићних ћелија, а тиме и њихов нормалан рад.
- Међу анјонима најважнији су фосфати јер представљају основне облике из којих се користи енергија - изграђују АТП (аденозинтрифосфат).
- Карбонати и бикарбонати имају улогу пуфера, односно, регулишу сталност pH вредност воденог раствора. (При паду pH вредности испод 7 човек може да живи само неколико минута.)

#### Улоге минералних материја у организму човека
Минералне материје организам не ствара сам, већ их уноси храном. Ради разумевања значаја ових материја биће наведене улоге неких најбитнијих:
- (гвожђе) је веома важан састојак хемоглобина; недостатак гвожђа у организму омета нормално стварање црвених крвних зрнаца, што проузрокује малокрвност – анемију (мада се мора напоменути да за ову болест постоје и други узроци);
- и  граде калцијум-фосфате који су главни састојци костију;Витамин Б12
- улази у састав неких аминокиселина;
- ,  и  учествују у осморегулацији:
- спречава каријес зуба;
- је саставни део витамина Б12 итд.

### Органска једињења
Органска једињења обавезно садрже угљеник (C) и њиховим разлагањем се ослобађа мања или већа количина енергије (разлика у односу на неорганске материје).
Разликују се четири групе ових једињења:
1. шећери
2. масти
3. беланчевине
4. нуклеинске киселине

## Метаболизам ћелије
У живој ћелији се непрекидно одвија огроман број хемијских реакција. Целина свих хемијских процеса, односно, укупан промет материје и за материју везане енергије назива се метаболизам. Метаболизам карактеришу два основна процеса:
- анаболизам и
- катаболизам.

Анаболизам представља синтезу сложених једињења из простих, уз потрошњу енергије какви су нпр.фотосинтеза, синтеза протеина итд.
Катаболизам су реакције разградње сложених једињења на проста, уз ослобађање енергије, припадају му процеси као што су дисање, варење и др.
У ћелији се непрекидно одвијају тесно повезани процеси разлагања органске материје уз ослобађање енергије и синтеза сложених састојака ћелије уз утрошак енергије.
Пошто се анаболизам непрекидно одвија (ћелија непрекидно синтетише протеине, шећере, масти идр.) ћелија има сталну потребу за енергијом. Жива ћелија, без обзира на врсту организма, енергију добија оксидацијом органских једињења, тј. њиховим сагоревањем (што припада катаболичким процесима). Органска једињења се полако и поступно оксидишу тако да се енергија из њих отпушта споро, делимично у виду топлоте, а делом и као хемијска енергија (АТП) коју ћелија може да користи у анаболизму.
По начину добијања органских молекула, који служе као извор енергије жива бића се деле у две велике групе:
- аутотрофе и
- хетеротрофе.

Аутотрофи су способни да врше фотосинтезу (или хемосинтезу), да сунчеву енергију (или хемијску енергију) искористе за синтезу органских материја које ће им служити за добијање енергије.
Хетеротрофи узимају готове органске материје храном и сагоревањем тих материја обезбеђују потребну енергију. Храна хетеротрофа директно или индиректно потиче из органских материја насталих фотосинтезом.

## Прокариотска и еукариотска ћелија
Све живе системе, према сложености грађе, можемо поделити на:
- нећелијске (ацелуларне ;лат. а= не, без; celulla = ћелија) и
- ћелијске (целуларне).

Под ацелуларним се подразумевају они организми који нису достигли ниво ћелијске грађе, какви су вируси, док су остали организми ћелијске грађе.
Према сложености грађе ћелије сви ћелијски организми се деле на:
- прокариоте и
- еукариоте.

Прокариотама припадају праве бактерије (Eubacteria), цијанобактерије (модрозелелне алге)и архее (Archeabacteria), док су еукариоте сви остали једноћелијски и вишећелијски организми.

## Ћелијска мембрана(плазма мембрана)
Мембрана је у еукариотској ћелији присутна на површини ћелије и у њеној унутрашњости где ограничава поједине органеле. Ове мембране обезбеђују услове за одвијање свих животних процеса и одржавање разлике између унутарћелијске и ванћелијске средине. Истовремено плазма мембрана успоставља контакте са другим ћелијама и ванћелијском средином и размењује материје са њима.
У прокариотској ћелији мембрана се налази само као спољашњи омотач ћелије, односно, не образује се систем унутрашњих мембрана, као у еукариотској ћелији.
Ћелијска мембрана је танак (7,5 - 10 nm), метаболички активан омотач који одваја цитоплазму од ванћелијског простора. Посматрана ТЕМ-ом (Трансмисиони Електронски Микроскоп) мембрана се види као трослојна структура, са два тамна слоја између којих је један светао слој.
Плазмалема има сложену и динамичну молекулску организацију и бројне функције. Она је врло селективан филтер који регулише транспорт материја у ћелију и из ћелије. Липосолубилне материје лако пролазе кроз мембрану растварајући се у њеним липидима, а хидросолубилне материје пролазе уз помоћ мембранских протеина, јонских канала и носача(за тај транспорт се користи или градијент концентрације или метаболичка енергија).
Својим транспортним системима мембрана истовремено регулише састав цитоплазме и екстрацелуларне течности која окружује ћелију. Поседује специјализоване делове за препознавање, повезивање и комуникацију са суседним ћелијама, осим њих, ћелија има хормонске, имуне и друге рецепторе.

### Структура мембране
Основу структуре свих мембрана ћелије чини континуирани фосфолипидни двослој који је релативно непропустљив за водене растворе. Осим фосфолипида (прецизнији назив: фосфоглицериди), у саставу мембране су још и холестерол, гликолипиди и протеини. Молекули фосфолипида се састоје из поларне (хидрофилне) главе и неполарног (хидрофобног) репа. Када се нађу у води, спонтано стварају двослојеве који затварају везикуле, липозоме. У молекулу фосфолипида, масне киселине имају паран број угљеникових атома. Једна је увек засићена, а друга незасићена масна киселина. У мембрани, молекули фосфолипида су хидрофилним крајевима окренути према њеним спољним површинама, а хидрофобним према унутрашњости мембране.
Латерална покретљивост молекула фосфолипида и других молекула мембране, представља основну динамичност мембране, односно њене флуидности у нивоу једне равни, док су различити протеини мозаично распоређени у њој. Зато се оваква структура мембране назива моделом флуидног мозаика. У мембранама су највише заступљени четири врсте фосфолипида: фосфатидилхолин, фосфатидилетаноламин, фосфатидилсерин и сфингомијелин.
Молекули холестерола се налазе између молекула фосфолипида, а њихова функција је да ограничавају кретање фосфолипида и да повећају стабилност мембране.
Гликолипиди се налазе само у спољном слоју фосфолипида, односно слоју липида који није окренут према цитосолу.

## Ћелијске органеле - унутрашње мембране
У односу на запремину еукариотске ћелије, плазма мембрана на површини ћелије је сувише мале површине за смештај ензима неопходних за обављање свих животних функција. Услед тога се у унутрашњости ћелије образује читав систем мембрана које деле ћелију на одељке за обављање различитих функција. Ти одељци су ћелијске органеле. Ћелијске органеле могу бити обавијене једноструком или двоструком мембраном, мада има и органела и структура у ћелији које немају мембрану. Цитоплазмине органеле се могу груписати према сродности њихових функција у ћелији на:
- органеле које учествују у процесима синтезе; припадају им:
  - рибозоми,
  - ендоплазматични ретикулум,
  - Голџијев апарат
- органеле у којима се складиште хидролитички ензими; то су:
  - лизозоми,
  - пероксизоми и
  - вакуоле биљне ћелије
- органеле у којима се синтетише АТП:
  - митохондрије и
  - хлоропласти.

Овом поделом нису обухваћени:
- једро
- центрозом.

### Једро
Једро (језгро, нуклеус) је важна и обавезна компонента свих еукариотских ћелија. Оно је добро изражено, с изузетком неких бактерија и модрозелених алги, код којих је једарни материјал организован као нуклеоид. Обично има облик округлог прозрачног тела, окруженог танком једровом опном. У живим ћелијама оно је оптички хомогена структура у којој се уочава једно или више малих телашаца - једараца. Животни циклус ћелије обухвата два периода: интерфазни или метаболички и митотички период (период диобе). Ови периоди се одликују карактеристичним и специфичним променама у једру.
Већина еукариотских организама у својим ћелијама има само једно једро. Изузеци од овог правила су, на пример, неки представници алги и гљива. Вишеједарност је у животињском свету ретка. Познато је, рецимо, да (међу протозоама) парамецијум има редовно два једра; мање једро је тзв. микронуклеус и учествује у размножавању, док веће једро (макронуклеус) има улогу у метаболизму животиње. Код вишећелијских организама већи број једара се јавља само у влакнима попречно-пругастих мишића, а која су настала стапањем већег броја ћелија (синцитија). Међу еукариотским организмима црвена крвна зрнца сисара (осим камиле) немају једра. Ова безједарност је секундарна појава.
Иако се једро може јавити у различитим облицима, најчешће је лоптасто или елипсоидно. У ћелијама белих крвних зрнаца једро увек има режњевити, разуђени облик. У праживотиња се често јављају различити облици: издужен, извијен, кобасичаст итд. У живим ћелијама, као што је речено, интерфазно једро изгледа хомогено и оптички празно. На фиксираним (специфично обојеним) препаратима једро испољава своје одговарајуће структуре. Обојена маса једра се, због афинитета према боји, назива хроматин. Данас се поуздано зна да је хроматин материја од које су грађени хромосоми и да представља нуклеопротеинску компоненту интерфазног једра. Величина једра је у корелацији са волуменом цитоплазме. Једро је врло сложен ћелијски састојак, чију структуру чине једрова опна, једров сок, једарце и хромосоми.
- Једрова опна (кариомембрана) је двострука мембрана која одваја једров садржај од цитоплазме. Проучавања фине грађе једра показала су да је његова овојница састављена од две мембране које имају сличне карактеристике као и ћелијска мембрана. Састављене су од липопротеина. Једрова овојница се на почетку ћелијске деобе распада, а након деобе поново организује.
- Једров сок је водени раствор разних материја, а означава се и као нуклеоплазма или кариоплазма. У једровом соку су смештени његови основни састојци и структуре – хромозоми и једарца. Поред тога, једро садржи и протеине, рибонуклеинску киселину и читав низ разних ензима.
- Једарце – нуклеолус (једно или више њих) налази се у једровом соку. Једарца су мање-више округлог облика и добро се запажају за време интерфазе, док се за вријеме ћелијске деобе губе (дезорганизирају). По завршетку ћелијске деобе поново се јављају. Једарца највећим делом садрже беланчевине (до 70%), затим рибонуклеинске киселине, фосфолипиде и ензиме.
- Хромосоми су најважније компоненте једра, јер су носиоци наследних јединица – гена, који својом активношћу одређују и регулишу метаболичке и све остале животне процесе у ћелијама, укључујући и самообнављање (ауторепродукцију). Хромозоми се стално налазе у једру; они су перманентне структуре, тј. одржавају свој индивидуалитет током ћелијског циклуса. Одликују се способношћу за ауторепродукцију и приликом деобе једра деле се и они, што одражава њихов континуитет, како у низу ћелијских деоба, тако у континуитету сукцесивних генерација.

Број хромозома код разним врста живих бића је мање или више различит, али је за сваку врсту одређен и сталан. Скуп свих хромосома у ћелији означава се као хромозомска гарнитура. Разликују се два типа хромозомских гарнитура: хаплоидна и диплоидна. У организмима са сексуалним размножавањем гамети имају хаплоидни број хромозома (n), а соматичне ћелије имају диплоидан хромосомски број (2n), јер садрже две хаплоидне гарнитуре, пореклом од два родитеља. Према томе, диплоидну хромозомску гарнитуру чини, у ствари, n хомологних парова (хомологан = истосмислен, одговарајући, с истим односима). У сваком пару ових хромозома један потиче од оца, а други (исти такав) од мајке. Величина хромозома је различита у разних врста; она је, такођер, различита и у истој гарнитури. Као и број, и величина хромосома је константна и специфична ознака за сваку врсту организама. Дужина хромозома варира између 0,5 μ и 40 μ, а дебљина између 0,2 μ и 2 μ. Изузетак чине тзв. гигантски хромозоми у ћелијама пљувачних жлезда неких инсеката, који могу имати 20 пута већу дужину него типични интерфазни хромозоми.
Облик хромозома је, такође, различит код разних врста организама, а различит је и у истој хромозомској гарнитури. Међутим, као и број и величина, тако је и форма хромозома константна и специфична за сваку врсту организама. Зависно од физичког стања, односно фазе ћелијске деобе, хромозоми најчешће имају изглед кратког конца или штапића. Они су у метафази дефинитивно формирани и тада испољавају свој карактеристични изглед, када се најинтензивније боје и испољавају своје најзначајније морфолошке карактеристике.
На телу сваког хромозома редовно постоји једно сужење (констрикција) које се назива примарно сужење. На том месту се налази специфична хромозомска структура, центромера (кинетохор). Основна улога центромере је везана за кретање хромозома ка половима „деобеног вретена“ за време ћелијске деобе. Од положаја центромере зависи и облик хромозома у ћелијској деоби. По том критерију, хромозоми могу хити једнокраки (с терминалном центромером) и двокраки (с центромером у осталим регионима).
Осим примарног сужења, хромозоми могу показивати и друге констрикције на једном или на оба крака. Ова сужења се називају секундарним. Код неких хромозома она одвајају мали вршни сегмент (део) хромозома, који се назива сателит или трабант, а његови носиоци сателитски хромозоми; они имају улогу организатора једарца.
Терминални делови хромозома се по свом понашању разликују од његових осталих делова, иако не показују никакве видљиве морфолошке диференцијације. Ти крајеви су означени као теломере. Улога теломера је у вези с кинетиком и поларитетом хромозома за време ћелијске деобе.
Основну компоненту хромозома чини хромонема, смештена у унутрашњости хромозомске матрице (матрикса). Хромонеме представљају специфичну двојну спиралу нуклеопротеинских нити, од којих се образују обе хроматиде. Хромонема је по дужини диференцирана на специфичне сегменте, који се називају хромомере.
Главне хемијске компоненте хромозома су нуклеинске киселине и протеини. На ове компоненте, од целокупне хромозомске масе, отпада 70-90%. Осим ДНК и протеина, хромозоми садрже различите количине РНК и нехистонских протеина. Количина ДНК и киселих протеина веома варира у зависности од метаболичке активности ћелија.
Унутрашња структура хромозома је веома сложена. Она се данас интензивно проучава разним средствима и методама, што омогућава да се добије потпунија представа о хромозому као структурној и функционалној јединици једра.
Једро је 1835. године открио Роберт Браун.

## Цитосол и цитоплазма
Цитоплазма представља унутрашњи садржај ћелије, одвојен од једра, у коме се налазе ћелијске органеле. Цитоплазма је течан део. Цитоплазму, дакле, чине цитосол и ћелијске органеле. Цитосол је део цитоплазме ван ћелијских органела који заузима око 55% укупне ћелијске запремине.
У цитосолу се налазе:
- на хиљаде ензима који учествују у ћелијском метаболизму;
- низ различитих протеинских влакана која граде цитоскелет (ћелијски скелет);
- грануле (зрнца) испуњене резервним материјама, као што су грануле гликогена у ћелијама јетре и мишића или велике капљице масти у масним ћелијама;
- велики број рибозома на којима се синтетишу протеини цитосола и ензими који учествују у ћелијском метаболизму.

## Ћелијски скелет (цитоскелет)
Цитоскелет је изграђен од преко 20 врста цитоплазматичних протеина који омогућавају промену облика ћелије, кретање органела и саме ћелије као и међусобно повезивање ћелија. Цитоплазматични протеини (организовани у влакнасте и нитасте структуре) стварају цитоскелет - динамичку структуру која омогућује да ћелије поседују свој облик, да се њене органеле, а и она сама, креће, дели и диференцира.

## Ћелијски циклус
Ћелијски циклус је живот ћелије између две деобе, при чему је једна деоба укључена у циклус. Према томе ћелијски циклус се састоји од две фазе:
- фаза деобе (Д-фаза) и
- интерфаза.

Фаза деобе код еукариотских ћелија обухвата поделу једра (кариокинеза) и поделу цитоплазме и њених органела (цитокинеза). Ћелијски циклус има различито време трајања код различитих ћелија (код бактерија најчешће траје 20 мин, а различитих људских и животињских ћелија од 16 – 25 сати).
Интерфаза обухвата период у току кога се ћелија припрема за деобу. Пре деобе ћелија мора да удвостручи своју масу, да би све своје делове подједнако поделила између кћерки-ћелија.

## Цитогеронтологија
Старење представља универзалан биолошки процес, природну фазу у животном циклусу сваке јединке, која се завршава смрћу. То је процес који представља генетички програмирано отказивање механизама који одржавају хомеостазу (сталност унутрашње средине организма).
Старење ћелије представља постепено смањење њених функција и способности раста што је засновано на дискоординацији интерактивних путева у самим ћелијама, као и између њих и ткива.